# Campeonato Catarinense de Futebol Feminino de 2025
O Campeonato Catarinense de Futebol Feminino de 2025 está sendo a décima sétima edição deste campeonato de futebol feminino organizado pela Federação Catarinense de Futebol. É disputado por oito equipes entre julho e outubro.

## Regulamento
O Campeonato Catarinense Feminino é realizado em duas fases. Na primeira os oito participantes se enfrentam em turno e returno, onde as duas melhores equipes de cada grupo avançaram para a fase final. A segunda fase é composta por semifinais e final em jogos de ida e volta.
A competição é organizada de forma regionalizada na primeira fase. Os clubes foram divididos em dois grupos com quatro integrantes cada. A divisão foi feita de acordo com a localização de cada equipe no estado. 
O campeão garante vaga para a Série A3 de 2026 desde que não esteja em outras séries da competição nacional, caso isso aconteça a vaga será repassada ao vice-campeão.

## Equipes participantes
| Avaí/Kindermann | Caçador             | Salézio Kindermann   | 15 (2024) |
| Criciúma | Criciúma            | CT Antenor Angeloni  | —         |
| Cometa | Itapiranga          | Montanha             | —         |
| Guarani | São Miguel do Oeste | Padre Aurélio Canzi  | —         |
| Marcílio Dias | Itajaí              | Hélio Wippel         | —         |
| Meninas de Jaraguá | Jaraguá do Sul      | Eurico Duwe          | —         |
| Paysandú | Brusque             | Cônsul Carlos Renaux | —         |
| Tunense | Tunápolis           | Municipal Nilo Spies | —         |
| Avaí/Kindermann Criciúma Cometa Guarani Marcílio Dias Meninas de Jaraguá Paysandú TunenseLocalização das equipes participantes. |                     |                      |           |

## Primeira fase

### Grupo A
| Pos | Equipes         | Pts | J | V | E | D | GP | GC | SG  | %   | Zona de classificação     |
| --- | --------------- | --- | - | - | - | - | -- | -- | --- | --- | ------------------------- |
| 1   | Avaí/Kindermann | 9   | 3 | 3 | 0 | 0 | 24 | 0  | +24 | 100 | Classificados à semifinal |
| 2   | Cometa          | 7   | 4 | 2 | 1 | 1 | 8  | 11 | –3  | 58  | Classificados à semifinal |
| 3   | Tunense         | 4   | 3 | 1 | 1 | 1 | 5  | 5  | 0   | 44  | Eliminados                |
| 4   | Guarani         | 0   | 4 | 0 | 0 | 4 | 3  | 24 | –21 | 0   | Eliminados                |

### Grupo B
| Pos | Equipes            | Pts | J | V | E | D | GP | GC | SG  | %   | Zona de classificação     |
| --- | ------------------ | --- | - | - | - | - | -- | -- | --- | --- | ------------------------- |
| 1   | Criciúma           | 9   | 3 | 3 | 0 | 0 | 7  | 1  | +6  | 100 | Classificados à semifinal |
| 2   | Meninas de Jaraguá | 6   | 3 | 2 | 0 | 1 | 12 | 5  | +7  | 67  | Classificados à semifinal |
| 3   | Marcílio Dias      | 3   | 3 | 1 | 0 | 2 | 3  | 3  | 0   | 33  | Eliminados                |
| 4   | Paysandú           | 0   | 3 | 0 | 0 | 3 | 1  | 14 | –13 | 0   | Eliminados                |

## Fase final
Em itálico, as equipes que disputaram a primeira partida como mandante. Em negrito, as equipes classificadas.
|  | Semifinal     | Semifinal | Semifinal | Semifinal |  |  | Final | Final | Final | Final |
|  |               |           |           |           |  |  |       |       |       |       |
|  | 1º colocado A |           |           |           |  |  |       |       |       |       |
|  | 2º colocado B |           |           |           |  |  |       |       |       |       |
|  |               |           |           |           |  |  |       |       |       |       |
|  |               |           |           |           |  |  |       |       |       |       |
|  |               |           |           |           |  |  |       |       |       |       |
|  | 1º colocado B |           |           |           |  |  |       |       |       |       |
|  |               |           |           |           |  |  |       |       |       |       |
|  | 2º colocado A |           |           |           |  |  |       |       |       |       |

## Final

### Jogo de ida
| 13 de setembro |  | – |  |             |
| 15:00          |  |   |  | Árbitro: SC |

### Jogo de volta
| 20 de setembro |  | – |  |             |
| 15:00          |  |   |  | Árbitro: SC |

## Premiação
| Campeão do Campeonato Catarinense de Futebol Feminino de 2025 |
| ------------------------------------------------------------- |
| Campeão (-° título)                                           |

## Classificação final
| Pos | Equipes | Pts | J | V | E | D | GP | GC | SG | % | Zona de classificação                          |
| --- | ------- | --- | - | - | - | - | -- | -- | -- | - | ---------------------------------------------- |
| 1   |         |     |   |   |   |   |    |    |    |   | Campeão e classificado para a Série A3 de 2026 |
| 2   |         |     |   |   |   |   |    |    |    |   | Vice-campeão                                   |
| 3   |         |     |   |   |   |   |    |    |    |   | Eliminados nas semifinais                      |
| 4   |         |     |   |   |   |   |    |    |    |   | Eliminados nas semifinais                      |
| 5   |         |     |   |   |   |   |    |    |    |   | Eliminados na primeira fase                    |
| 6   |         |     |   |   |   |   |    |    |    |   | Eliminados na primeira fase                    |
| 7   |         |     |   |   |   |   |    |    |    |   | Eliminados na primeira fase                    |
| 8   |         |     |   |   |   |   |    |    |    |   | Eliminados na primeira fase                    |